# Pierre Gilgenast

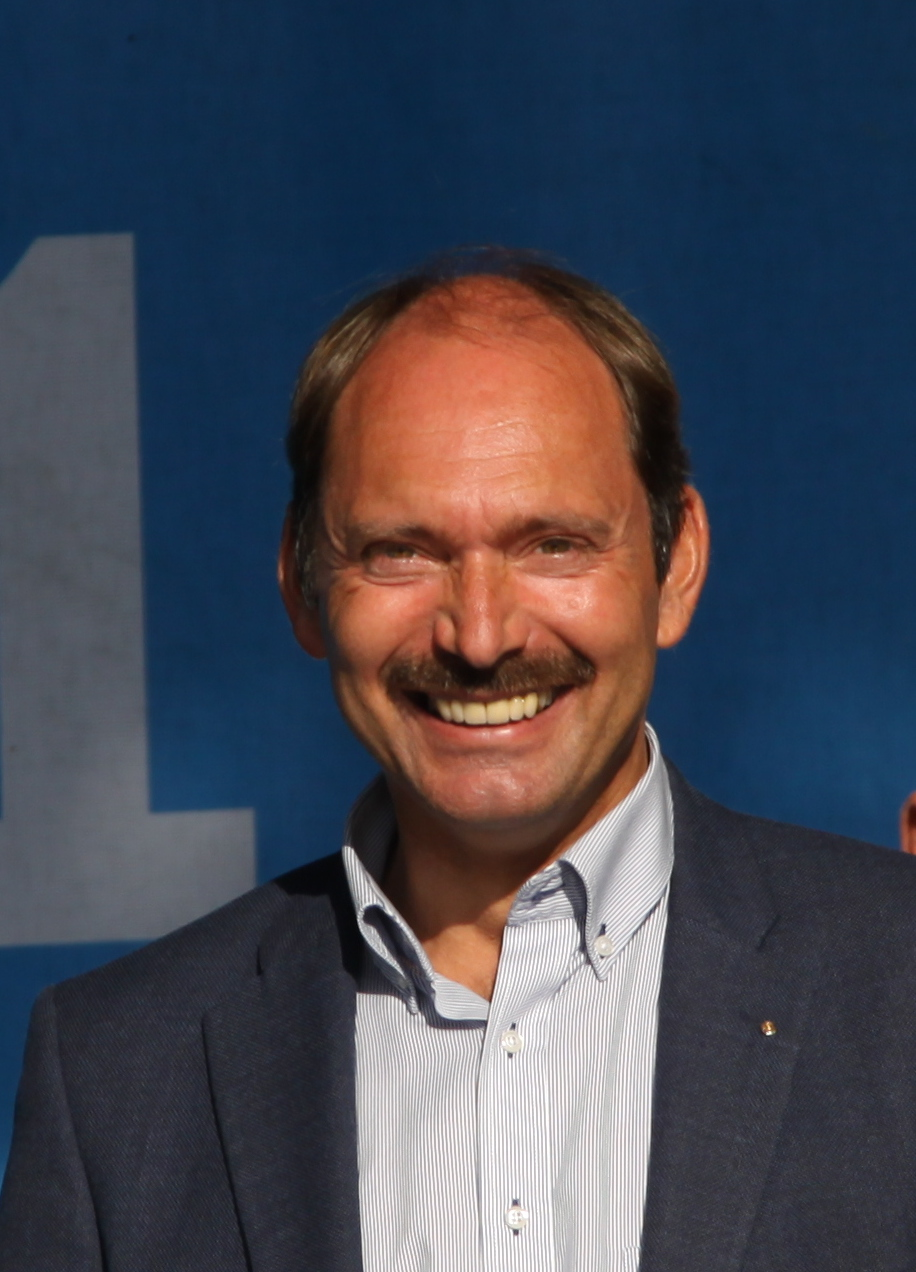
Pierre Gilgenast (2016)

Pierre Gilgenast (* 21. März 1965 in Rendsburg) ist ein deutscher Politiker (SPD). Er war von 1998 bis 2012 Bürgermeister der schleswig-holsteinischen Gemeinde Fockbek und von 2012 bis 2020 hauptamtlicher Bürgermeister der Stadt Rendsburg.

## Leben

### Beruflicher Werdegang
Pierre Gilgenast wurde in Rendsburg geboren. Er besuchte die dortige Grundschule Mastbrook, danach die Hauptschule Rotenhof, ebenfalls in Rendsburg. Nach der Berufsfachschule Wirtschaft (heute Berufsbildungszentrum Rendsburg-Eckernförde) legte er am Wirtschaftsgymnasium Rendsburg 1986 sein Abitur ab. Nach dem Wehrdienst als Soldat auf Zeit in der Rendsburger Eider-Kaserne studierte er von 1988 bis 1995 Rechtswissenschaft an der Christian-Albrechts-Universität zu Kiel. Nach einer Referendarszeit in Flensburg legte er 1997 sein 2. juristisches Staatsexamen ab. Von 1997 bis 1998 war er mit dem Schwerpunkt Verwaltungsrecht in einer Rendsburger Anwaltskanzlei tätig.

### Politisches Engagement
Seit 1986, dem Jahr seines Abiturs, war Gilgenast Mitglied der Gemeindevertretung von Fockbek, einer Nachbargemeinde von Rendsburg. Von 1991 bis 1998 war er gleichzeitig Kreistagsabgeordneter des Kreises Rendsburg-Eckernförde. Im Kreistag war er Mitglied des Hauptausschusses und des Finanzausschusses.
Er war stellvertretender Vorsitzender des Landesverbandes Schleswig-Holstein der Schutzgemeinschaft Deutscher Wald (SDW) und Vorsitzender der Kirchensynode des Kirchenkreises Rendsburg-Eckernförde. In dieser Zeit war er zudem Mitglied der Verfassunggebenden Synode der Evangelisch-Lutherischen Kirche in Norddeutschland.

## Bürgermeisteramt
1998 wurde er zum hauptamtlichen Bürgermeister der Gemeinde Fockbek gewählt. Dieses Amt hatte er bis 2012 inne, seit 2008 war er zusätzlich stellvertretender ehrenamtlicher Amtsvorsteher des Amtes Fockbek. Von 2008 bis 2012 war er, nach Bildung einer Verwaltungsgemeinschaft von Fockbek mit dem Amt Hohner Harde, Leitender Verwaltungsbeamter des Amtes Hohner Harde.
Im Oktober 2012 wurde Pierre Gilgenast im ersten Wahlgang zum Bürgermeister von Rendsburg gewählt. Nur zwei Jahre nach der Bürgermeisterwahl 2010 war die Position in Rendsburg vakant geworden, weil der amtierende Bürgermeister Andreas Breitner zum Innenminister Schleswig-Holsteins berufen worden war. Gilgenast gewann die Wahl mit 62,18 Prozent der gültigen Stimmen im ersten Wahlgang. Bei der Wahl am 13. September 2020 unterlag Gilgenast mit 31,3 Prozent der Stimmen. Gewählt wurde Janet Sönnichsen (parteilos) mit 68,7 Prozent.